# Luigi Michelini Tocci
Luigi Michelini Tocci (Cagli, 28 aprile 1910 – Roma, 15 febbraio 2000) è stato un bibliotecario e storico dell'arte italiano, specializzato in miniature.

## Biografia
Compì gli studi superiori all'Istituto Massimo di Roma. Nominato direttore della Biblioteca comunale di Cagli, nel 1930 pubblicò uno studio su un manoscritto dell'Eneide, ivi conservato. Nel 1932, con una borsa di studio, si trasferì in Ungheria. Nel 1933 si laureò in lettere all'Università di Roma La Sapienza, con Pietro Paolo Trompeo, sostenendo una tesi su Léon Bloy.
Dal 1934 al 1944 fu direttore della Biblioteca Oliveriana di Pesaro e si interessò del Medagliere conservato nei Musei civici di Pesaro. Durante la sua direzione, la sede della Biblioteca, in Palazzo Almerici, fu restaurata e nel 1936 vi fu organizzata la I Mostra bibliografica marchigiana, di cui Luigi Michelini Tocci curò il catalogo. Nel 1936 egli organizzò un corso di preparazione per il personale di biblioteche popolari e scolastiche, ideato dalla Soprintendenza bibliografica di Romagna e Marche.
Nel novembre 1944 entrò alla Biblioteca apostolica vaticana e fu addetto al medagliere pontificio. Nel 1959 divenne responsabile del Gabinetto numismatico della stessa Biblioteca e nel 1978 capo della sezione degli "Oggetti d'arte" posseduti dalla Biblioteca. 
Appassionato di letteratura dell'Ottocento, di arte italiana del Rinascimento e di storia del libro, pubblicò saggi su codici miniati del Rinascimento, catalogò incunaboli e curò cataloghi di mostre, in Vaticano: Quinto centenario della Biblioteca Apostolica Vaticana, 1475-1975 (1975), Legature papali da Eugenio IV a Paolo VI (1977), Bernini in Vaticano (1981). Pubblicò monografie su Raffaello Sanzio e la sua epoca, e su opere d'arte e architetture antiche, a Pesaro e nel suo circondario. Collaborò all'Enciclopedia dantesca, pubblicata dalla Treccani.
Gli fu affidata la docenza di Storia del libro e delle biblioteche alla Scuola vaticana di biblioteconomia e quella di Storia della miniatura alla Scuola vaticana di paleografia diplomatica e archivistica. Fu socio dell'Associazione dei bibliotecari italiani, per la sezione "Lazio"; socio della Società romana di storia patria (dal 1973) e della Pontificia accademia romana di archeologia, di cui fu anche segretario, dal 1971 al 1979.

### Scritti

#### Libri
- (FR, IT) l padre di Raffaello: Giovanni Santi e alcune delle sue opere più rappresentative nella regione di Urbino e in quella di Pesaro, Pesaro, Cassa di Risparmio di Pesaro, 1961, SBN MOD0376061.
- Pittori del 400 ad Urbino e a Pesaro, Pesaro, Cassa di Risparmio di Pesaro, 1965, SBN MOD0299148.
- I medaglioni romani e i contorniati del Medagliere Vaticano / descritti da Luigi Michelini Tocci; con un'«Appendice» riguardante alcune lamine in argento e in bronzo e alcuni dischi di bronzo. 2 volumi, Città del Vaticano, Biblioteca Apostolica Vaticana, 1965, SBN SBL0191781.
- Pesaro sforzesca nelle tarsie del coro di S. Agostino, Pesaro, Cassa di Risparmio di Pesaro, 1971, SBN SBL0378598.
- Eremi e cenobi del Catria, Pesaro, Cassa di Risparmio di Pesaro, 1972, SBN SBL0436742.
- Gradara e i castelli a sinistra del Foglia, Pesaro, Cassa di Risparmio di Pesaro, 1974, SBN SBL0571643.
- ROSS. 94; Il libro delle ore: volume di commento all'edizione in facsimile del Cod. ROSS. 94 della Biblioteca apostolica vaticana, Milano, Jaca book codici, 1984, SBN CFI0033780.[5]
- (IT, LA) In officina Erasmi: l'apparato autografo di Erasmo per l'edizione 1528 degli Adagia e un nuovo manoscritto del Compendium vitae, Roma, Edizioni di storia e letteratura, 1989, SBN LO10028371.

#### Scritti in collaborazione
- Immagine di Leon Bloy, in Studi sulla letteratura dell'Ottocento in onore di Pietro Paolo Trompeo, Napoli, Edizioni scientifiche italiane, 1957, SBN VIA0097749.
- Dei libri a stampa appartenuti al Colocci, in Atti del convegno di studi su Angelo Colocci: Jesi, 13-14 settembre 1969, Città di Castello, Arti grafiche, 1972,  pp. 77-96, SBN SBL0467744.
- Un pontificale da Colonia a Cagli nel secolo XI e alcuni saggi di scrittura cagliese tra il secolo XI e XII, in Palaeographica, diplomatica et archivistica: studi in onore di Giulio Battelli / a cura della Scuola speciale per archivisti e bibliotecari dell'Università di Roma, vol. 1, Roma, Edizioni di storia e letteratura, 1979,  pp. 265-294, SBN RAV0042417.

#### Scritti per periodici
- Due manoscritti urbinati dei privilegi dei Montefeltro, in La Bibliofilia, vol. 60, Firenze, L. Olschki, 1959, SBN RAV0006199.
- Il manoscritto di dedica della "Epistola de vita et gestis Guidubaldi Urbini ducis ad Henricum Angliae regem" di Baldassarre Castiglione, in Italia medioevale e umanistica, vol. 5, Padova, Antenore, 1962,  pp. 273-282, SBN SBL0491729.

#### Edizioni
- Alexis de Tocqueville, Arthur de Gobineau, Corrispondenza (1843-1859) / [traduzione dal francese] con introduzione e note di Luigi Michelini Tocci, Milano, Longanesi, 1947, SBN CUB0635627.
- Augustin Thierry, Racconti del tempo dei Merovingi, Milano, Longanesi, 1949, SBN LO10323661.
- Il Dante urbinate della Biblioteca Vaticana: Codice urbinate latino 365, Città del Vaticano, Biblioteca Apostolica Vaticana, 1965, SBN SBL0085116.[6]
- Le rocche di Francesco di Giorgio, Pesaro, Cassa di Risparmio, 1967, SBN UMC0096649.
- Quinto centenario della Biblioteca Apostolica Vaticana, 1475-1975: catalogo della mostra, Città del vaticano, Biblioteca apostolica vaticana, 1975, SBN SBL0173043.
- Legature papali da Eugenio IV a Paolo VI: catalogo della mostra con 211 tavole delle quali 35 a colori, Città del Vaticano, Biblioteca apostolica vaticana, 1977, SBN BVE0590374.
- (DE, IT, LA) Lamberto Donati, Luigi Michelini Tocci (a cura di), Biblia pauperum: riproduzione del Codice Palatino latino 143, Città del Vaticano, Biblioteca Apostolica Vaticana, 1979, SBN SBL0337106.[7]
- Luigi Michelini Tocci, Giovanni Morello, Valentino Martinelli, Marc Worsdale (a cura di), Lorenzo Bernini, Roma, De Luca, 1981, SBN SBL0346134.
- Giovanni Santi, La vita e le gesta di Federico di Montefeltro duca d'Urbino: poema in terza rima: codice vat. ottob. lat. 1305. 2 volumi, Città del Vaticano, Biblioteca apostolica vaticana, 1985, SBN CFI0014576.[8]